# Adventure Quest
Adventure Quest (en español Aventura Quest también conocido por su nombre de sitio web BattleOn o abreviado como AQ) es un videojuego perteneciente al género de rol para un jugador basado en flash, que comenzó en el año 2002 y actualmente está desarrollado por la empresa Artix Entertainment. A partir del 5 de marzo del año 2019, aq.battleon.com, el sitio web de alojamiento del videojuego, y www.battleon.com, la página de inicio del videojuego, tienen una calificación de Alexa de 54,521.
En el año 2003 se introdujo una tarifa de "guardián" única, que permite al jugador acceder al contenido extendido en el videojuego. La propiedad del videojuego se transfirió a la recién creada Artix Entertainment en el año 2004, y en mayo de ese año se agregó un límite de población de servidores para los jugadores que no son Guardian. En 2005, se puso en marcha un sistema de microtransacción. En respuesta a la crítica de que las restricciones del servidor dificultaban el acceso para los jugadores que no pagaban, en octubre del año 2006, Artix Entertainment introdujo un servidor en el que un jugador podía iniciar sesión en cualquier momento, pero con un límite de nivel estricto. El 14 de julio de 2010, el límite del servidor se eliminó de forma permanente.

## Jugabilidad
Adventure Quest es un videojuego de rol para un solo jugador, aunque los datos de los personajes se almacenan en servidores AE. La jugabilidad es similar a la de los videojuegos de rol tradicionales, ya que gira en torno a luchar contra monstruos en un sistema basado en turnos. A medida que los jugadores derrotan a los monstruos, ganan puntos de experiencia, oro y, ocasionalmente, "Tokens Z", una moneda secundaria que también se puede comprar con dinero del mundo real. También hay artículos o conjuntos especiales llamados Mastercrafts (MC para abreviar), que son un 5% más fuertes que los artículos normales pero cuestan un 10% más de oro/fichas.
Los puntos de habilidad, como el maná, se usan para ciertas habilidades de clase. También se usan para algunas habilidades de armadura, como un costo de mantenimiento para la mayoría de los artículos misceláneos y el uso de pociones. Se requieren puntos de habilidad para huir de la batalla; cuanto más alto sea el nivel del monstruo, más SP se necesita.
Adventure Quest tiene un sistema de alineación similar al de Dungeons & Dragons, que incluye la selección entre el bien y el mal, así como el orden y el caos. Las acciones tomadas en el videojuego afectan la alineación del jugador y le dan al jugador una selección de premios personalizados y acceso a los eventos del videojuego. El videojuego también incluye equipo que otorgará efectos especiales dependiendo de la alineación del jugador.

### Mecánica de combate
La mayoría de las peleas comienzan a través de encuentros y misiones al azar, que se pueden encontrar a lo largo del videojuego. El sistema de batalla está basado en turnos; en el turno del jugador, pueden atacar, equipar un objeto (como un arma, escudo o armadura), usar otros objetos misceláneos, lanzar un hechizo, realizar una habilidad (si los jugadores están equipados con un elemento que tiene una habilidad), llamar una mascota/invitado, o huir de la batalla (si el jugador tiene suficientes puntos de habilidad). Tanto los personajes como los monstruos tienen resistencias y debilidades elementales basadas en armas. Los elementos incluyen fuego, hielo, agua, energía, tierra, viento, luz y oscuridad. Hay tres categorías de ataques, y cada arma, hechizo o habilidad pertenece a una categoría: cuerpo a cuerpo, rango o magia. Hay seis estadísticas entrenables (Fuerza, Destreza, Intelecto, Resistencia, Carisma y Suerte). La Fuerza/STR afecta la cantidad de daño infligido y recibido si se usa un ataque cuerpo a cuerpo/distancia, así como la precisión para los ataques cuerpo a cuerpo, la Destreza/DEX afecta la cantidad de daño hecho o recibido si se usa un ataque a distancia (pero afecta el daño a distancia es menor que el STR y también aumenta la capacidad de esquivar así como la precisión). El intelecto afecta el daño mágico (y aumenta los puntos de maná) al mismo tiempo que aumenta la precisión de las armas mágicas / habilidades y hechizos, la resistencia aumenta los puntos de golpe, el carisma afecta el daño causado por mascotas e invitados, así como su precisión, y la suerte le da a los jugadores pequeños bonos a la precisión y esquiva la posibilidad de todos los ataques (también aumenta la probabilidad de que el jugador ataque primero en la batalla, y les permite realizar un golpe de suerte el 10% del tiempo si tienen LUK, lo que aumenta su daño).
Como la mayoría de los otros videojuegos de rol, AdventureQuest tiene lanzamientos o eventos especiales, así como una tienda de tiempo limitado basada en vacaciones de la vida real. Las vacaciones incluyen: Snugglefest (Día de San Valentín), Blarney War (Día de San Patricio), Día de los inocentes , Mogloween (Halloween) y Frostval (Navidad). Adventure Quest también incluye eventos de aniversario como El Dradon del Tiempo, La maldición del Fantasma Pixelado y el Origen del Consejo Oscuro.

### Clanes
En AdventureQuest, los jugadores pueden participar en actividades competitivas a través del sistema de clanes. Hay ocho clanes disponibles para que los jugadores se unan, representando los ocho reinos elementales. Las bases de clanes contienen una tienda que vende artículos de su elemento respectivo, así como artículos únicos de clan.
Además de los líderes en el videojuego de estos clanes, hay líderes de jugadores que son elegidos en los foros de BattleOn. Estos jugadores garantizan la actividad y la estabilidad de sus respectivos clanes y también desempeñan papeles más importantes durante los lanzamientos de videojuegos basados en clanes.

### Casas
Las casas se pueden comprar con Tokens Z. Además, los jugadores también pueden usar estas fichas Z para comprar fotos y guardias para decorar y proteger sus casas. Cuando un jugador visita la casa de otro jugador, debe luchar contra los guardias del propietario, si los hay, para poder acceder a esa casa. Algunos edificios producen recursos, como pociones de maná y salud, en cantidades variables, dependiendo de la calidad de la casa en cuestión.

## Modos de pago

### Guardianship
El Guardianship o tutela, es una característica que se puede comprar por una tarifa única de $ 19.95, brinda a los jugadores acceso a contenido premium. Esta tarifa se destina al mantenimiento del videojuego y sus servidores. Los guardianes pueden alcanzar un nivel máximo de 150, mientras que los aventureros pueden alcanzar un nivel máximo de 135. También aumenta el conteo de fichas de Tokens Z del jugador en 1000. Los jugadores también pueden ir a más lugares en el videojuego que los aventureros no pueden, como la torre guardiana. Además, los guardianes pueden desbloquear misiones y elementos que no son para aventureros. Otras exclusivas incluyen la capacidad de crear una cuenta para ArchKnight y ZardWars, que son videojuegos secundarios similares que también son desarrollados por Artix Entertainment. Además, los jugadores pueden actualizarse a otra forma de membresía conocida como X-Guardian, que brinda aún más ventajas en el videojuego, como una ganancia de XP más rápida.

### Tokens Z
Introducido en junio del año 2006, los Tokens Z son monedas raras en AdventureQuest que se encuentran ocasionalmente después de ganar una batalla. Los jugadores también pueden comprar Tokens Z con dinero del mundo real. Los jugadores pueden usar los Tokens Z para comprar escudos, armaduras, armas, mascotas y objetos. Estos objetos de combate comprados con Tokens Z tienden a ser más poderosos que los objetos normales del mismo nivel, y se pueden comprar a un nivel de jugador relativamente más bajo. Los jugadores también pueden comprar espacios de inventario con Tokens Z, o intercambiarlos por oro en el videojuego. Una tienda especial llamada Limited Time Shop ofrece en su mayoría equipos Tokens Z, por lo general con descuento o en el futuro.

## Recepción crítica
Una crítica común de AdventureQuest es que hay poca o ninguna interacción del jugador con otros jugadores en el videojuego. OMGN elogió el tema de los gráficos y la amplia gama de misiones, eventos, historias, equipos y monstruos. El sistema de batalla se consideraba fácil de aprender, pero no contenía "nada de qué emocionarse".